# Eleanor Holm
Eleanor G. Holm (New York, 6 dicembre 1913 – Miami, 31 gennaio 2004) è stata una nuotatrice e attrice statunitense.
Specializzata nel nuoto a dorso ha vinto la medaglia d'oro nei 100 m alle olimpiadi di Los Angeles 1932.
Nel 1936 ha viaggiato dagli USA all'Olimpiade a Berlino sotto il Terzo Reich ma si ubriacò tanto sulla nave che le fu vietato dalla commissione Statunitense di competere negli eventi.
È diventata una dei Membri dell'International Swimming Hall of Fame.
È stata primatista mondiale dei 100 m e 200 m  nuoto dorso.
Dopo la sospensione all'Olimpiade di Berlino ha iniziato la carriera di attrice a Hollywood, recitando nei panni di Jane in un film della serie di Tarzan. Ricoprì poi solo ruoli secondari in altri film minori.
È morta a Miami il 31 gennaio 2004 a causa di una malattia mortale ai reni.

## Palmarès
- Olimpiadi

Los Angeles 1932: oro nei 100 m nuoto a dorso.